# Maywood (Illinois)
Maywood er en by i Cook County, Illinois, som ligger 16 kilometer vest for Chicago. Byen har 23.512(2020) indbyggere.
Byen blev grundlagt i 1869.

## Kendte personer fra Maywood
- Eugene Cernan (astronaut)
- Steven Hunter (basketballspiller)
- Jim Brewer (basketballspiller)
- Shannon Brown (basketballspiller)
- Fred Hampton (aktivist)
- John Prine (sanger)
- Dennis Franz (skuespiller)
- Walter Burley Griffin (arkitekt)